# メル・ブルックスのサイレント・ムービー
『メル・ブルックスのサイレント・ムービー』（原題: Silent Movie）は、1976年制作のアメリカ映画、コメディ映画。メル・ブルックス監督のサイレント映画。チャーリー・チャップリンやバスター・キートンらの喜劇映画をパロディ化した作品。
バート・レイノルズ、ジェームズ・カーン、ライザ・ミネリ、アン・バンクロフト、マルセル・マルソー、ポール・ニューマンが本人役で出演している。

## ストーリー
経営危機により悪徳企業エンガルフ&デボア社に買収寸前の老舗映画会社ビッグ・ピクチャーズに、アルコール依存症を克服した往年の名監督メル・ファンが新作映画の企画を持ってくる。それは大スター総動員のサイレント映画を作ろうというものだった。仲間のエッグス、ベルと共に、大スターへの出演交渉が始まるが、エンガルフ&デボア社が彼らを妨害しにやってくる。

## キャスト

### 主要キャスト
- メル・ブルックス - メル・ファン（映画監督）
- マーティ・フェルドマン - マーティ・エッグス（メル・ファンの友人）
- ドム・デルイーズ - ドム・ベル（同上）
- バーナデット・ピータース - ヴィルマ・カプラン（ダンサー）
- シド・シーザー - 撮影所長
- ハロルド・グールド - エンガルフ
- ロン・ケリー - デボア

### 本人役出演キャスト
- バート・レイノルズ
- ジェームズ・カーン
- ライザ・ミネリ
- アン・バンクロフト
- マルセル・マルソー
- ポール・ニューマン

日本でのテレビ放映時には芥川隆行が活弁を担当した。

## プロダクション・ノート
- 本作は、映画会社に対する風刺とも取れる描写がいくつか存在している。
  - 劇中に登場する悪徳企業のエンガルフ&デボアは、パラマウントを買収したコングロマリットのガルフ・アンド・ウエスタン・インダストリーズ（英語版）のもじりである[2]。
  - ビッグ・ピクチャーズのロゴはMGMのパロディで、本家のロゴに記されている「Ars gratia artis」（芸術のための芸術）は「Ars est pecunia」（お金のための芸術）となっている。
  - ビッグ・ピクチャーズ撮影所の看板には「大作はここで作られた」と記されており、映画の質には言及せず大規模な作品であることだけを宣伝している。
  - その他、イエスマンの幹部など。

- 第34回ゴールデングローブ賞では、ミュージカル・コメディ部門の主演男優賞（メル・ブルックス）、作品賞、助演男優賞（マーティ・フェルドマン）、助演女優賞（バーナデット・ピータース）の4部門にノミネートされた。
- メル・ブルックスが初めて主役を演じた作品。
- 本人役で出演しているアン・バンクロフトは、本作で監督・脚本・主演を務めるメル・ブルックスの実妻。
- 映画の終盤に登場するコーラのギャグは「『奇跡の人』でアカデミー賞にノミネートされたバンクロフトが『肝っ玉おっ母とその子どもたち』の舞台公演で式に出席できず、同じ頃『何がジェーンに起ったか?』でノミネートを逃したジョーン・クロフォードがライバルのベティ・デイヴィスを出し抜く為にバンクロフトを説得。結果としてジョーンは彼女の代理人としてオスカー像を受け取ったが、そのお礼をバンクロフトには言うことが無く、二人の間に確執が生まれた。後にジョーンはペプシコ社の役員になった」というエピソードに由来する[2]。
- 全編サイレント仕立てだが、音声によるセリフ（らしきもの）が1か所だけある。

## 脚註
1. ↑  メル・ブルックスのサイレント・ムービー - MOVIE WALKER PRESS
2. 1 2   Silent Movie (1976) - IMDb 2022年8月26日閲覧。